# Hyposypnoides pulverosa
Hyposypnoides pulverosa är en fjärilsart som beskrevs av Kobes 1985. Hyposypnoides pulverosa ingår i släktet Hyposypnoides och familjen nattflyn. Inga underarter finns listade i Catalogue of Life.